# Irina Ologónova
Irina Ígorievna Ologónova –en ruso, Ирина Игоревна Ологонова– (Bayangol, URSS, 21 de enero de 1990) es una deportista rusa de origen buriato que compite en lucha libre. Ganó tres medallas de plata en el Campeonato Mundial de Lucha entre los años 2014 y 2016, y tres medallas en el Campeonato Europeo de Lucha entre los años 2014 y 2018.

## Palmarés internacional
| Campeonato Mundial | Campeonato Mundial         | Campeonato Mundial | Campeonato Mundial |
| Año                | Lugar                      | Medalla            | Categoría          |
| ------------------ | -------------------------- | ------------------ | ------------------ |
| 2014               | Taskent (Uzbekistán)       | Medalla de plata   | 55 kg              |
| 2015               | Las Vegas (Estados Unidos) | Medalla de plata   | 55 kg              |
| 2016               | Budapest (Hungría)         | Medalla de plata   | 55 kg              |
| Campeonato Europeo |                            |                    |                    |
| Año                | Lugar                      | Medalla            | Categoría          |
| 2014               | Vantaa (Finlandia)         | Medalla de bronce  | 55 kg              |
| 2016               | Riga (Letonia)             | Medalla de oro     | 55 kg              |
| 2018               | Kaspisk (Rusia)            | Medalla de plata   | 57 kg              |